# Doliny Małe
Doliny Małe (ukr. Малі Долини, Mali Dołyny) – wieś na Ukrainie, w obwodzie lwowskim, w rejonie lwowskim (wcześniej w rejonie żółkiewskim). W 2001 roku liczyła 50 mieszkańców.